# NHK新居浜ラジオ中継放送所
NHK新居浜ラジオ中継放送所（エヌエイチケイにいはまラジオちゅうけいほうそうじょ）は愛媛県新居浜市の西鳥端レクリエーション広場に設置されているNHK松山放送局の中波放送の中継局である。

## 放送区域
新居浜市を始めとする愛媛県東予地方の基幹局ということもあり、愛媛県東予地方の広い範囲に電波を発射している。

## 沿革
- 1943年（昭和18年）3月28日 - 新居浜臨時放送所、開所（ラジオ第1放送のみ、呼出符号なし）。
- 1945年（昭和20年）10月26日 - 新居浜臨時放送所、新居浜中継放送所に改称。
- 1946年（昭和21年）9月1日 - 新居浜中継放送所の呼出符号が、JOVG3に決定。
- 1948年（昭和23年）7月1日 - 新居浜中継放送所の呼出符号が、JOZQに変更。
- 1954年（昭和29年）3月31日 - 新居浜ラジオ中継局、ラジオ第2放送開始（呼出符号：JOZZ）。
- 1967年（昭和42年）11月1日 - 新居浜ラジオ中継局の呼出符号廃止。
- 2010年（平成22年）3月6日 - ラジオ第1放送、100Wから500Wに増力。周波数も846kHzから531kHzに変更[1]。

## 施設
- 所在地：愛媛県新居浜市八幡1丁目2番地

※正式名称は、放送局としてはNHK新居浜放送局（中継局は通称）、送信施設としては新居浜ラジオ中継放送所。

## AMラジオ放送送信設備
| 周波数  | 放送局名   | 呼出符号 | 空中線電力 | 放送対象地域 | 放送区域内世帯数 | 運用開始日    |
| ------- | ---------- | -------- | ---------- | ------------ | ---------------- | ------------- |
| 531kHz  | NHK松山第1 | （JOZQ） | 500W       | 愛媛県       | -                | 1943年3月28日 |
| 1035kHz | NHK松山第2 | （JOZZ） | 100W       | 全国放送     | -                | 1954年3月31日 |